# Himatolabus rudis
Himatolabus rudis là một loài bọ cánh cứng trong họ Attelabidae. Loài này được Boheman miêu tả khoa học năm 1845.